# Humboldt (Nebraska)
Humboldt ist eine Kleinstadt im Richardson County im amerikanischen Bundesstaat Nebraska. In den 427 Haushalten leben vor allem Farmer.
Humboldt ist in der Gegend bekannt für sein erfolgreiches Highschool-Basketballteam, das im Jahr 2000 die C-2 Nebraska State Championship gewonnen hatte.
Bekanntheit erlangte Humboldt, als dort 1993 der 21-jährige Brandon Teena von zwei Ortsansässigen aufgrund seiner Transgeschlechtlichkeit grausam vergewaltigt und zur Vertuschung der Tat schließlich ermordet wurde. Sein Fall wurde 1999 verfilmt (Boys Don’t Cry).

## Persönlichkeiten
- Don Ingalls (1918–2014), Drehbuchautor und Fernsehproduzent